# Tropidophryne melvillei
Tropidophryne melvillei är en stekelart som beskrevs av Compere 1939. Tropidophryne melvillei ingår i släktet Tropidophryne och familjen sköldlussteklar.
Artens utbredningsområde är:
- Ghana.
- Elfenbenskusten.
- Kenya.
- Uganda.

Inga underarter finns listade i Catalogue of Life.